# Хрінівка (Вінницький район)
Хріні́вка — село в Україні, в Іллінецькій міській громаді Вінницького району Вінницької області. Розташоване за 11 км на південний схід від міста Іллінці та за 1,5 км від автошляху Р33. Населення становить 489 осіб (станом на 1 січня 2018 р.) 

## Історія
Зі слів нащадків людей, які були ще кріпаками і були звільнені з кріпацтва у 1861 відомо, що землі села належали графу Володимиру Потоцькому-молодшому, який мав маєток у Дашеві, а населення було його кріпаками.
При звільненні з кріпацтва 95 родин дістали наділи, а решта залишилася в Потоцького. Пізніше частину землі (510 га) відкупив поміщик Савицький, а деяку частину (120 га) закупили селяни. Це були ті землі, які називалися садибами за Павлюковим. В селі ще було 33 га церковної землі. Теперішнє 7 поле, що на Капусниську, перед кінцем минулого століття належало поміщиці Красуцькій і було закуплено селянами сусідніх сіл. До села Хрінівка вони увійшли вже за радянської влади.
Ліс, що тягнеться попід самі городи, належав генералу Павлову, а сорочанський ліс належав поміщикові Ярошинському. Іллінецький ліс належав княгині Давидовій.
Дерев'яна Свято-Дмитрівська церква була побудована 1792 року.
1885 року селі існували православна церква, школа та постоялий будинок.
З 24 серпня 1991 року село входить до складу незалежної України.
12 червня 2020 року, відповідно до розпорядження Кабінету Міністрів України № 707-р «Про визначення адміністративних центрів та затвердження територій територіальних громад Вінницької області» село увійшло до складу Іллінецької міської громади.
19 липня 2020 року, в результаті адміністративно-територіальної реформи та ліквідації Іллінецького району, село увійшло до складу Вінницького району.

## Населення
1864 року за описом Лаврентія Похилевича у селі мешкало 665 селян.
Станом на 1885 рік у колишньому власницькому селі Кальницької волості Липовецького повіту Київської губернії мешкало 775 осіб, налічувалось 111 дворових господарств..
За переписом 1897 року кількість мешканців зросла до 1225 осіб (617 чоловічої статі та 608 — жіночої), з яких 1206 — православної віри.

### Мова
Розподіл населення за рідною мовою за даними :
| Мова       | Кількість | Відсоток |
| ---------- | --------- | -------- |
| українська | 596       | 99.17%   |
| російська  | 4         | 0.67%    |
| румунська  | 1         | 0.16%    |
| Усього     | 601       | 100%     |

## Символіка
Затверджена 18 липня 2018 р. рішенням № 646 XXXIV сесії міської ради VIII скликання. Автори — В. М. Напиткін, К. М. Богатов, О. М. Гнатюк.

### Герб
У зеленому щиті три срібних ялини, середня вища, супроводжувані внизу двома золотими козацькими пістолями, покладеними в косий хрест, поверх яких покладена золота порохівниця. Герб вписаний в золотий декоративний картуш і увінчаний золотою сільською короною. Унизу картуша напис «ХРІНІВКА».
Герб означає заснування села козаками серед густого лісу.

### Прапор
На квадратному зеленому полотнищі три білих ялини, середня вища, під якими два жовтих козацьких пістоля, покладених навхрест, поверх яких жовта порохівниця.

## Відомі люди
- Левитський Микола Григорович — член Української Центральної Ради, дипломат УНР.

## Галерея

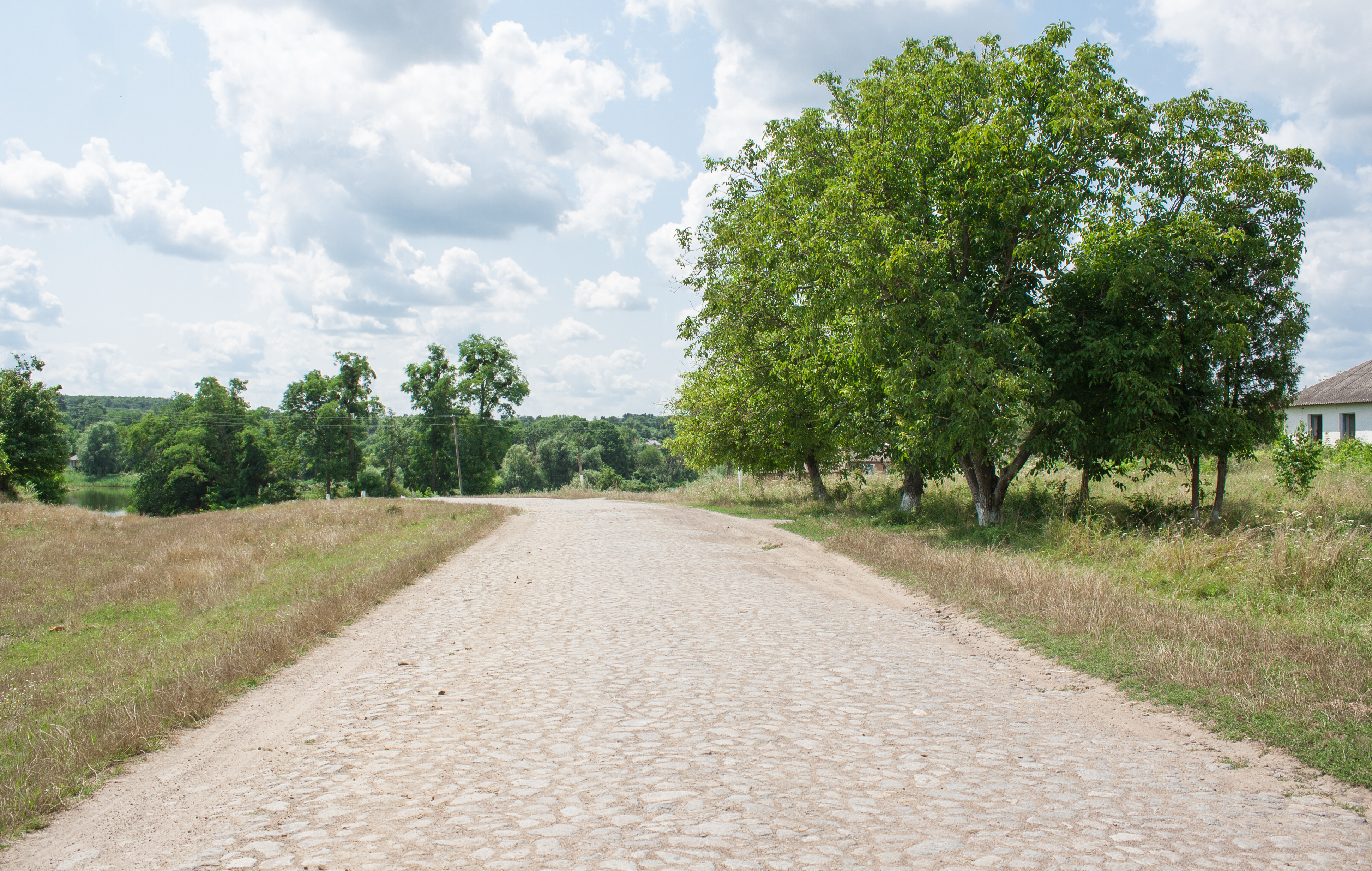
В'їзд у село
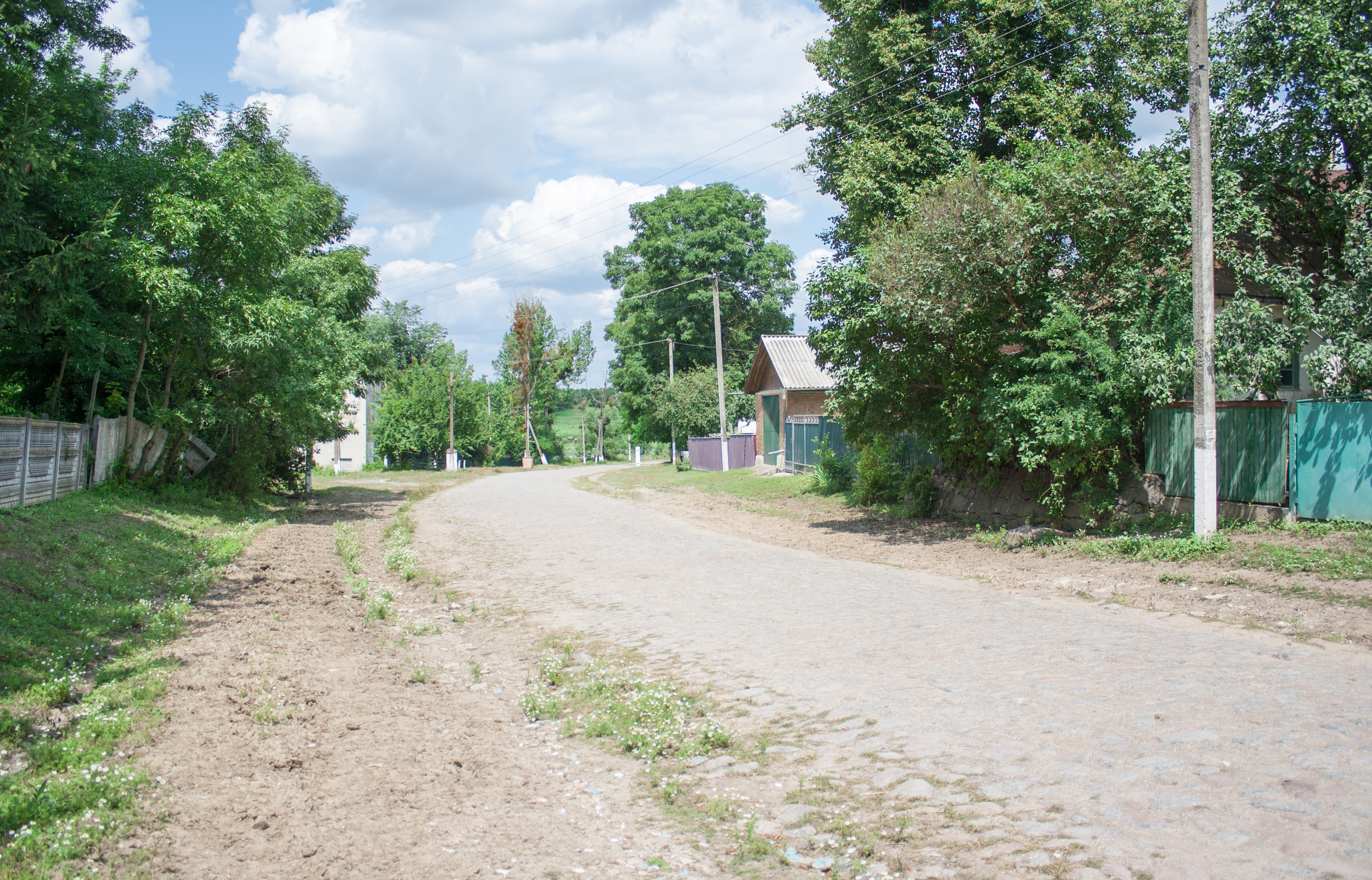
Вулиця Першотравнева
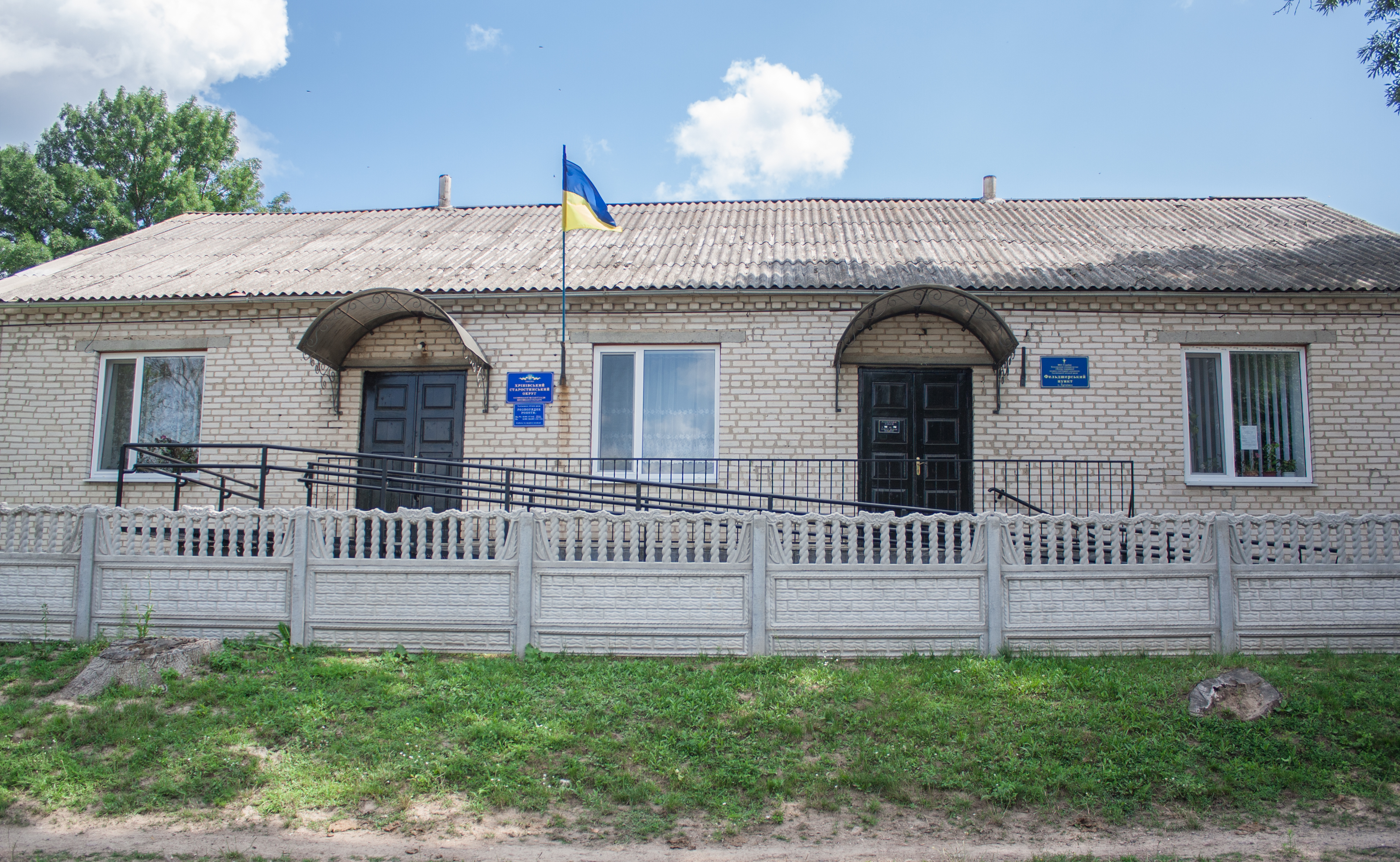
Сільська рада і фельдшерський пункт
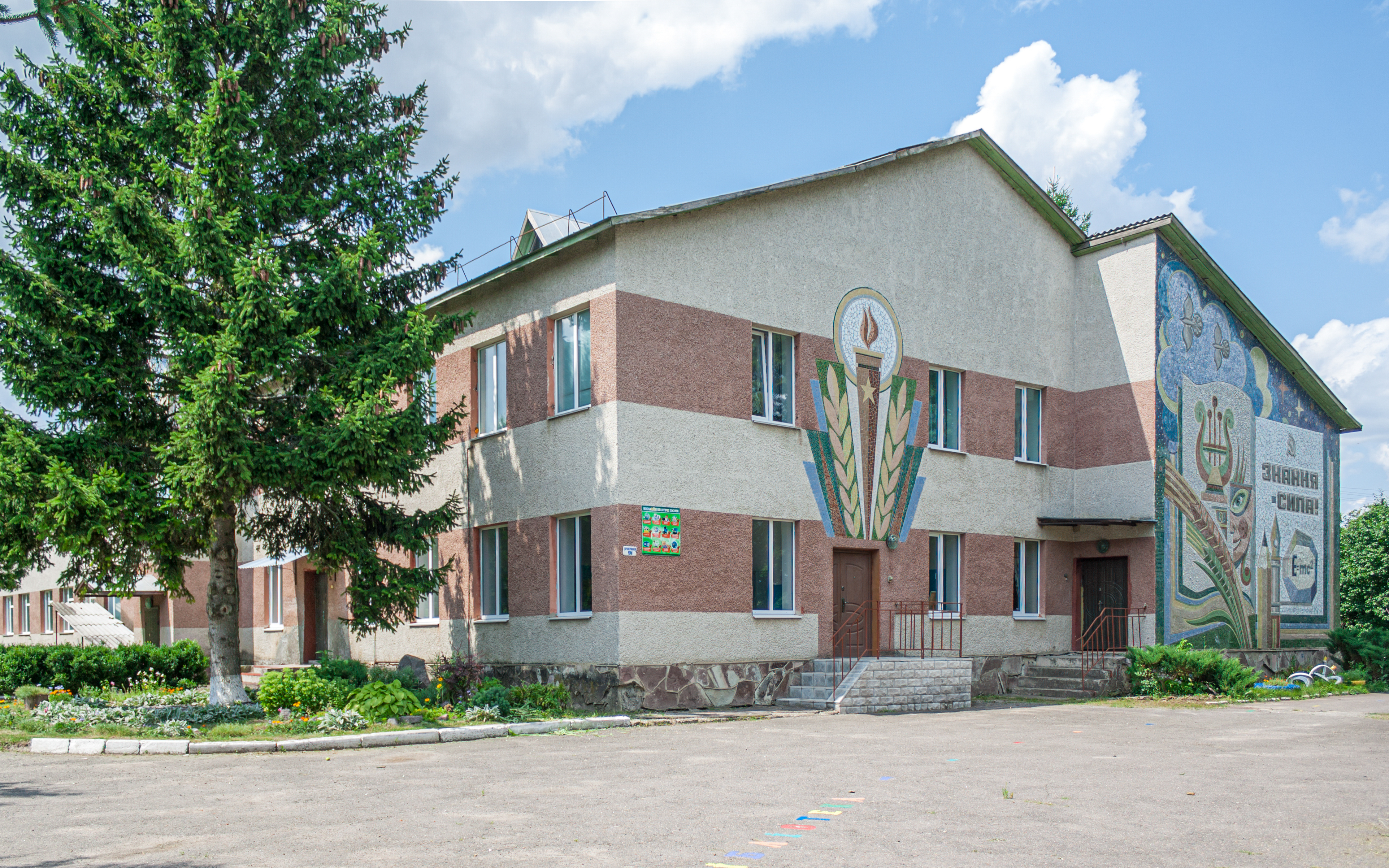
Школа
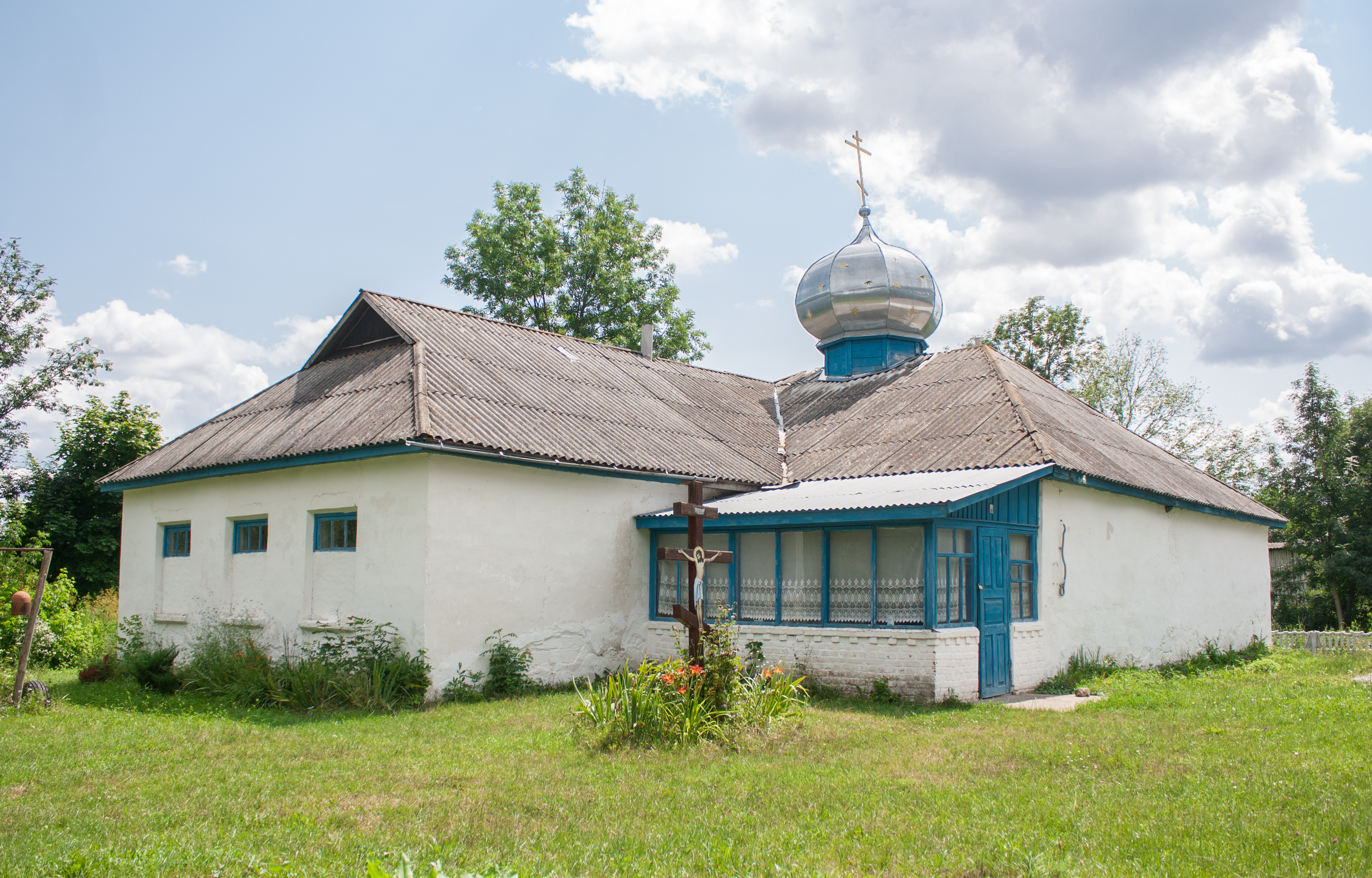
Церква
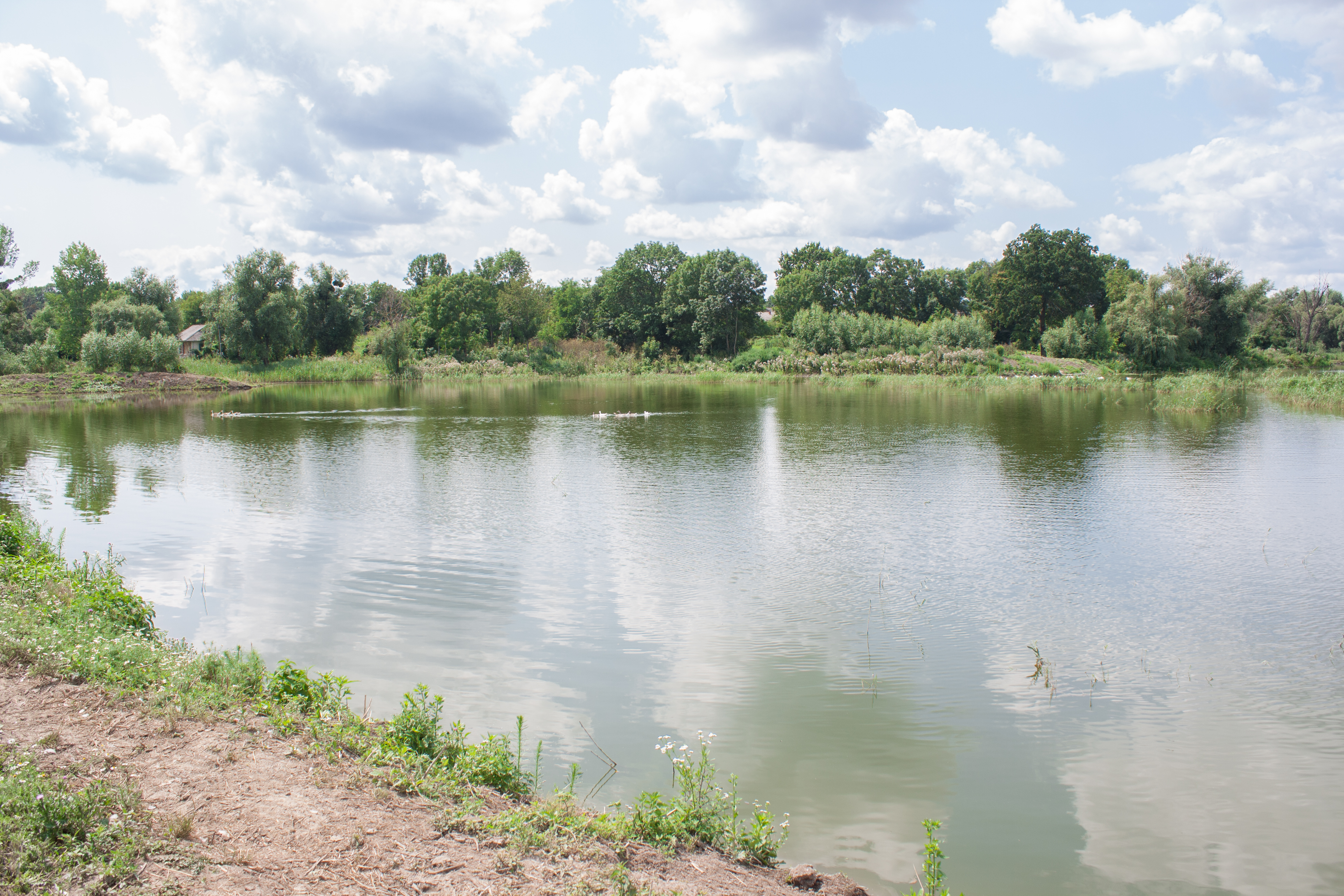
Ставок
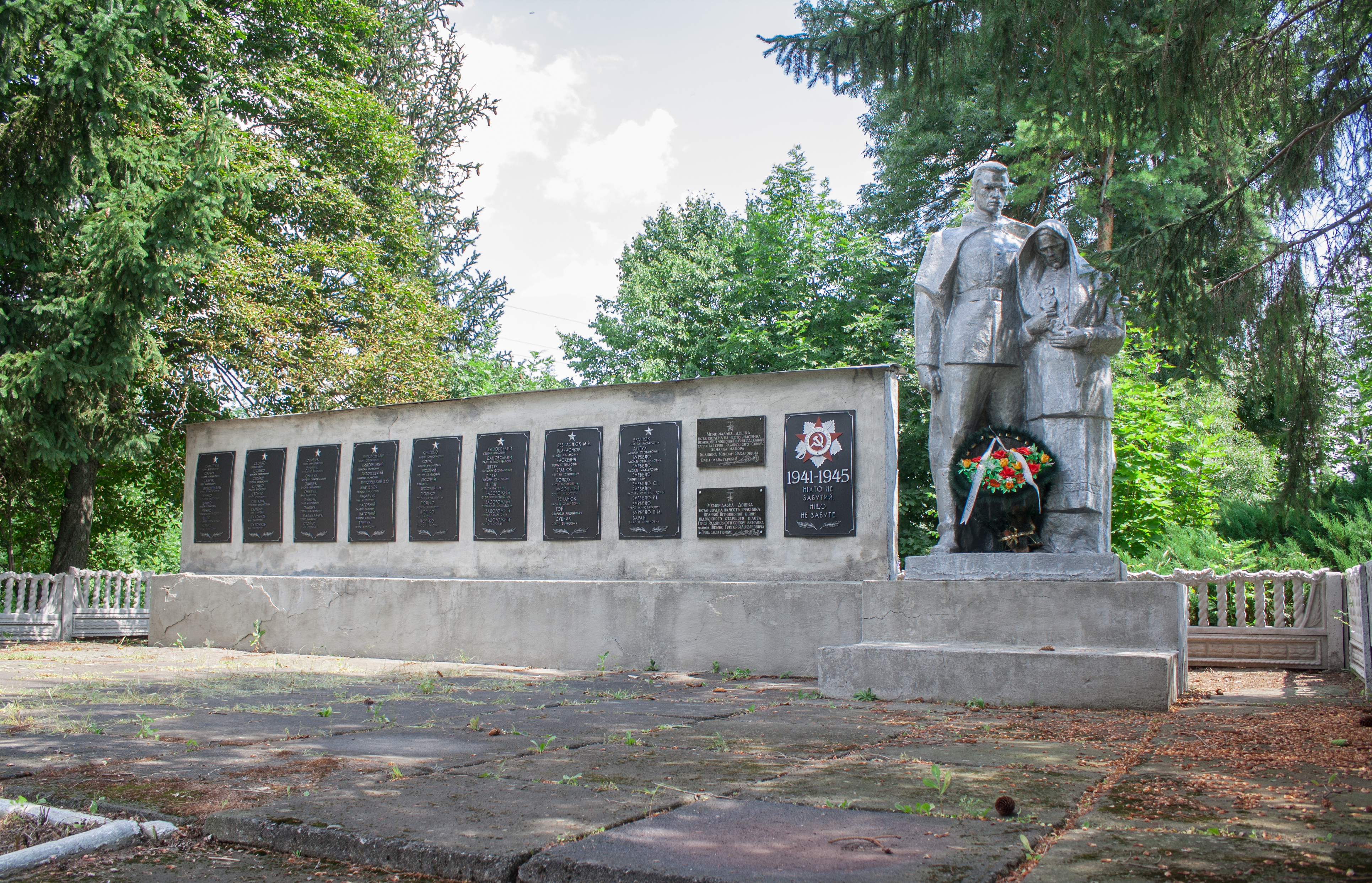
Пам'ятник воїнам-односельчанам